# Сребрист гвенон
Сребристият гвенон (Cercopithecus doggetti) е вид бозайник от семейство Коткоподобни маймуни (Cercopithecidae).

## Разпространение
Видът е разпространен предимно в Източна Африка. Може да се види в Бурунди, Танзания, Руанда, Уганда и Демократична република Конго.